# Hypena divaricata
Hypena divaricata là một loài bướm đêm trong họ Erebidae.